# تشيت ميرفي
تشيت ميرفي (بالإنجليزية: Chet Murphy)‏ هو لاعب كرة مضرب أمريكي، ولد في 15 نوفمبر 1917 في شيكاغو في الولايات المتحدة، وتوفي في 7 يوليو 2016.